# Taco Kuiper
Taco Esgo Kuiper (Batavia, 11 november 1941 – Johannesburg, 24 september 2004) was een bankier, uitgever, onderzoeksjournalist en de naamgever van de Taco Kuiper Award.

## Levensloop
Hij was een lid van het geslacht Kuiper en een zoon van Esgo Taco Kuiper (1902-1985) en diens tweede vrouw Elisabeth Clara Schuller tot Peursum (1917-2004). Zijn moeder hertrouwde in 1972 Marien de Jonge (1911-2012). Hij was een broer van Joost Christiaan Lodewijk Kuiper (1947), onder andere curator van de DSB Bank.
Kuiper bracht in zijn jeugd enkele jaren door in een Japans gevangenkamp in voormalig Nederlands-Indië. Na de oorlog keerde het gezin terug naar Nederland. In de jaren 1960 trok hij naar Zuid-Afrika en ging er werken voor de bank Barclays. Vervolgens zette hij een statistische investeringsdienst op die de basis legde voor zijn fortuin. Dat laatste groeide nog toen hij de Investors' Guide opzette en uitgaf. Die gids bevatte ook informatie gebaseerd op door hem uitgevoerde onderzoeksjournalistiek die diende om wantoestanden in met name de financiële wereld bloot te leggen.
Vlak voor zijn overlijden bracht hij een deel van zijn vermogen onder in de Valley Trust, bedoeld ter promotie van onderzoeksjournalistiek in Zuid-Afrika. Deze trust werkt samen met het Wits Journalism Programme die sinds 2006 de jaarlijkse Taco Kuiper Award voor onderzoeksjournalistiek toekent.